# برونو سیلوا
برونو سیلوا (انگلیسی: Bruno China؛ زادهٔ ۵ اوت ۱۹۸۲) بازیکن سابق فوتبال اهل پرتغال است که در پست هافبک دفاعی بازی می‌کرد و در حال حاضر مربی است.
او بیشتر دوران حرفه‌ای خود را با باشگاه لیتشوئس گذراند و نماینده این باشگاه در هر سه لیگ اصلی فوتبال پرتغال بود.